# Escola de Música do Conservatório Nacional
A Escola de Música do Conservatório Nacional  é uma das escolas que compõem o Conservatório Nacional de Lisboa (a outra é a Escola de Dança do Conservatório Nacional).
A criação de um Conservatório para o ensino da música em Lisboa é fortemente devida ao compositor português João Domingos Bomtempo (1775-1842), que era igualmente um pedagogo de reconhecido mérito. Quando regressou a Portugal (1834), Bomtempo pôs em prática a reforma do ensino musical em Portugal, com base nos contactos que foi fazendo no estrangeiro e com a observação das respectivas reformas de ensino musical, tanto em França como na Inglaterra.
O projecto inicial surgido aquando da criação de um Conservatório de Música seguia o modelo da escola de música parisiense. Foi em Junho de 1834 e era proposto um plano ambicioso com 18 professores e 16 disciplinas, a saber:
- Rudimentos
- Declamação
- Solfejo e Acompanhamento de Órgão e Piano-forte
- Piano-forte
- Canto (canto lírico)
- Violino
- Violeta
- Violoncelo
- Contrabaixo
- Oboé
- Clarinete
- Flauta
- Fagote
- Trompa
- Língua italiana
- Língua latina

Este projecto não foi concretizado, e um ano mais tarde foi criado (decreto de 5 de Maio de 1835), o Conservatório de Música como anexo à Casa Pia, sob direcção do próprio João Domingos Bomtempo.